# Ferrante Amendola
Ferrante Amendola (Ammendola) (1664 – 1724) è stato un pittore italiano attivo a Napoli.

## Biografia
Studiò sotto la guida di Francesco Solimena; in seguito fu influenzato da Luca Giordano, Mattia Preti e Cesare Fracanzano. Dipinse molte opere a Napoli: nella Chiesa di Santa Maria di Monteverginella due pale d'altare, raffiguranti La consacrazione della chiesa, l'altra La moglie del conte Ruggero che reca l'immagine della Madonna a Montevergine, e la cupola. Mentre a Sant'Eligio Maggiore dipinse quattro quadri di Santi vescovi e in Santa Maria Egiziaca a Forcella una Immacolata e un San Liborio in estasi.